# Saint-Martin-de-la-Lieue
Saint-Martin-de-la-Lieue ist eine französische Gemeinde mit 767 Einwohnern (Stand 1. Januar 2022) im Département Calvados in der Region Normandie (vor 2016 Basse-Normandie). Sie gehört zum Arrondissement Lisieux und zum Kanton Lisieux. Die Einwohner werden Leucamartinois genannt.

## Geografie
Saint-Martin-de-la-Lieue liegt etwa 55 Kilometer ostsüdöstlich von Caen am Touques. Umgeben wird Saint-Martin-de-la-Lieue von den Nachbargemeinden Saint-Désir im Nordwesten und Norden, Lisieux im Norden, Beuvillers im Nordosten, Glos im Osten, Saint-Jean-de-Livet im Südosten und Süden, Saint-Germain-de-Livet im Süden, Le Mesnil-Eudes im Südwesten sowie Saint-Pierre-des-Ifs im Westen.

## Bevölkerungsentwicklung
| Jahr                       | 1962 | 1968 | 1975 | 1982 | 1990 | 1999 | 2006 | 2019 |
| Einwohner                  | 543  | 597  | 607  | 906  | 951  | 878  | 853  | 772  |
| Quellen: Cassini und INSEE |      |      |      |      |      |      |      |      |

## Sehenswürdigkeiten
- Kirche Saint-Martin aus dem 11. Jahrhundert, Monument historique seit 1946
- Herrenhaus Saint-Hippolyte, seit 1971 Monument historique
- Herrenhaus von Argence

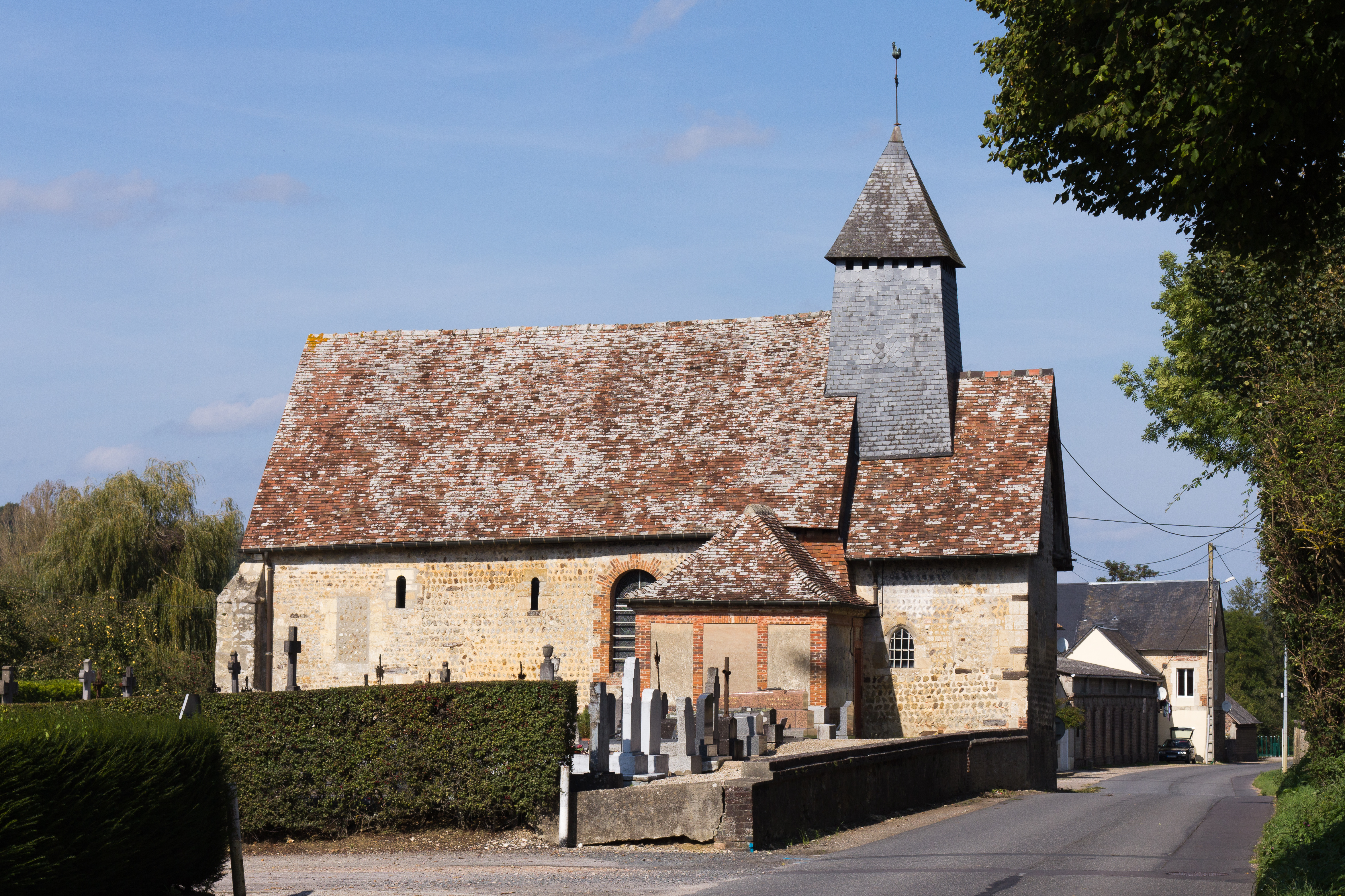
Kirche Saint-Martin
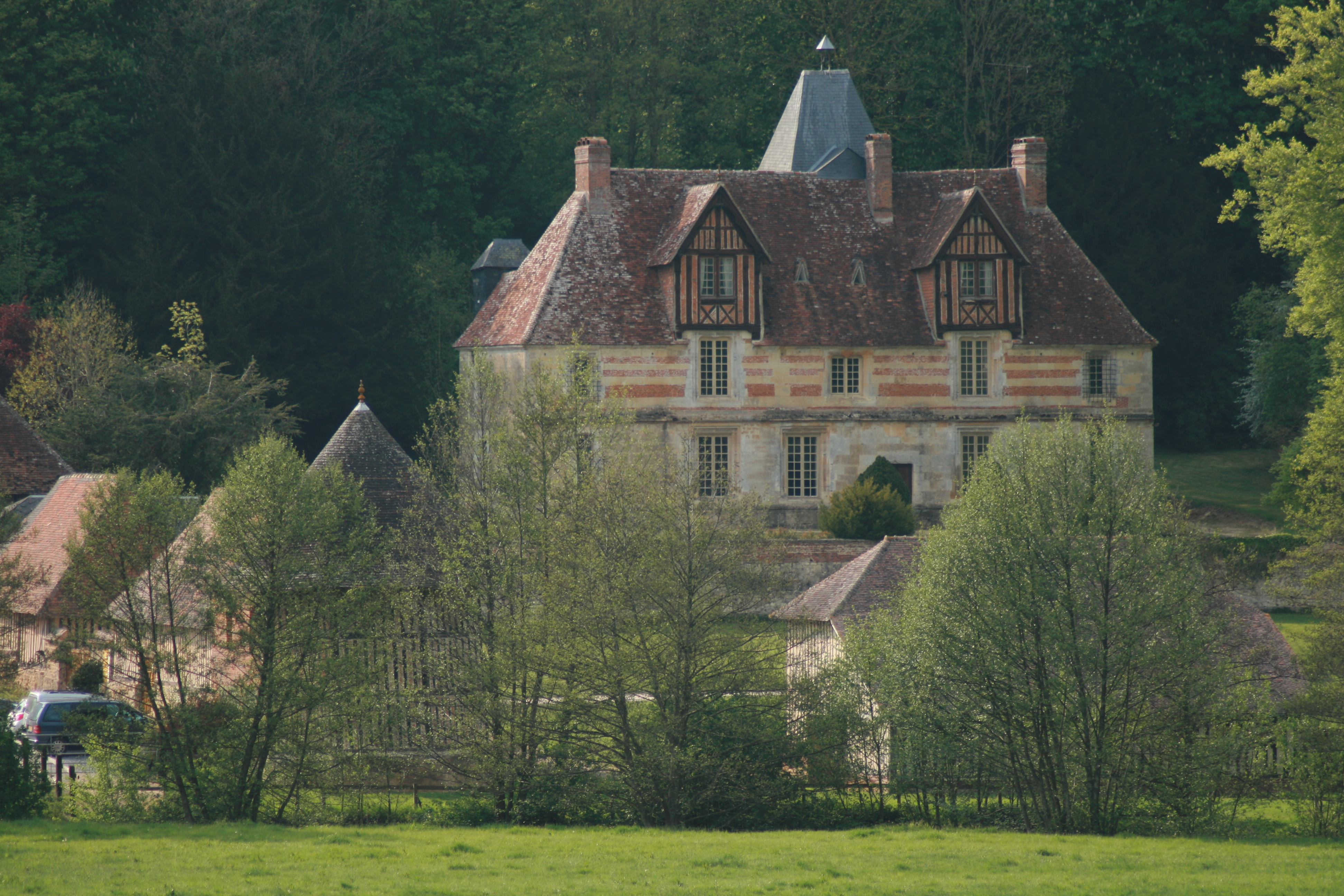
Herrenhaus von Saint-Hippolyte